# Талая (Свердловская область)
Талая — посёлок в Свердловской области России, административно подчинённый городу Ивделю. Входит в Ивдельский муниципальный округ.

## Географическое положение
Посёлок Талая расположен в 8 километрах (по дороге в 9 километрах) к северо-северо-западу от города Ивделя, в лесной местности, в истоке реки Талой (правый притока реки Маньи, речной бассейн Лозьвы), на восточной склоне горы Троицкая Сопка (высотой в 405,4 метра). В окрестностях посёлка проходит автодорога Ивдель — Полуночное, а в 2,5 километрах к востоку проходит железнодорожная дорога Серов — Ивдель — Полуночное. В 4 километрах к востоко-юго-востоку от Талой расположено Маньинское озеро.

## Население
| 2002 | 2010 |
| ---- | ---- |
| 8    | ↘4   |